# Форт Додж (Айова)
Форт Додж (на английски: Fort Dodge) е град в Айова, Съединени американски щати, административен център на окръг Уебстър. Разположен е на брега на река Де Мойн. Населението му е 24 305 души (по приблизителна оценка за 2017 г.).
Градът води началото си от 1850 г., когато американски войници създават укрепено място (форт) на мястото на вливането на река Лизърд Крийк в Де Мойн. Кръстен е на Хенри Додж, сенатор от щата Уисконсин.